# میساکی اومورا
میساکی اومورا (ژاپنی: 上村 岬؛ زادهٔ ۲۸ اکتبر ۱۹۹۱) بازیکن فوتبال اهل ژاپن است.
از باشگاه‌هایی که در آن بازی کرده‌است می‌توان به باشگاه فوتبال جوبیلو ایواتا اشاره کرد.